# 932년

## 연호
- 후당(後唐) 장흥(長興) 3년
- 요(遼) 천현(天顯) 7년
- 후백제(後百濟) 정개(政開) 33년
- 고려(高麗) 천수(天授) 15년
- 일본(日本) 조헤이(承平) 2년
- 남한(南漢) 대유(大有) 5년
- 양오(楊吳) 대화(大和) 4년

## 기년
- 후당(後唐) 명종(明宗) 7년
- 요(遼) 태종(太宗) 6년
- 신라(新羅) 경순왕(景順王) 6년
- 고려(高麗) 태조(太祖) 15년
- 후백제(後百濟) 견훤(甄萱) 정개 41년

## 사망
- 고려(高麗)의 문신 최응(崔凝)